# Frumușica (okręg Botoszany)
Frumușica – wieś w Rumunii, w okręgu Botoszany, w gminie Frumușica. W 2011 roku liczyła 660 mieszkańców.